# شون إيفرت
شون إيفرت هو منتج أسطوانات ومهندس الصوت وملحن كندي، ولد في 6 يوليو 1982.

## وصلات خارجية
- الموقع الرسمي